# 李聖得
李 聖得（イ・ソンドゥク、朝鮮語: 이성득、1899年5月5日 - 1985年4月16日）は、日本統治時代の朝鮮および大韓民国のジャーナリスト、実業家、公務員、政治家。開城府尹、開城市長、第4代全羅北道知事、制憲韓国国会議員を歴任した。
本貫は全州李氏。

## 経歴
京畿道開城出身。京城私立徽文義塾卒。電気会社書記、東亜日報開城支局長、開城貨物組合理事、高麗産業社取締役、金鉱業経営、戦災同胞救済会開城支部総務、開城商友会会長、開城社会課長、初代民選開城府尹、開城人参産業組合長、開城市民会長、開城市長、制憲国会議員、第4代全羅北道知事（1951年10月〜1952年9月）を歴任した。また、開城海外帰国同胞救済会の結成にも関与した。朝鮮戦争の時は南原の戦いで戦功を挙げて花郎武功勲章を受勲した。
1985年4月16日、ソウル市江南区の自宅で老衰により死去。享年87。